# Дзуцова, Ирина Петровна
Ири́на Петро́вна Дзуцо́ва (род. 2 сентября 1941, Тбилиси) — советский и грузинский искусствовед, историк искусства; музейный работник. Кавказовед, специалистка по изобразительному искусству Грузии XVIII—XXI веков (иконы, портреты, народное искусство), культурным связям Грузии, художественной жизни Тифлиса 1910-х годов.
Историк Сергей Эрлих уподобил Ирину Дзуцову «обломку империи», ориентированному на русскую культуру.

## Биография
Ирина Дзуцова родилась 2 сентября 1941 года в Тбилиси. Окончила историко-филологический факультет Тбилисского государственного педагогического института имени А. С. Пушкина.
В 1984 году защитила диссертацию на соискание учёной степени кандидата искусствоведения на тему «Народное направление в грузинской станковой живописи второй половины XVIII—XIX веков» под руководством академика Академии наук Грузинской ССР Вахтанга Беридзе. Доктор искусствоведения.
Область научных и кураторских интересов — изобразительное искусство Грузии XVIII—XXI веков (иконы, портреты, народное искусство), культурные связи Грузии, художественная жизнь Тифлиса 1910-х годов.
В течение долгого времени работала в грузинской и советской прессе; была корреспондентом журнала «Декоративное искусство СССР» по Грузии. С 1972 года по 2010 год работала в Государственном музее искусств Грузии сначала научным сотрудником, затем заведующей рукописно-мемуарным отделом.
Куратор нескольких художественных выставок, в том числе «Братья Илья и Кирилл Зданевичи» (1989, Тбилиси, Париж) и «Ладо Гудиашвили». Одна из авторов «Энциклопедии русского авангарда» (статья о Кирилле Зданевиче).
Автор первых монографий о художниках Николае Склифосовском (2016) и Александре Бажбеук-Меликяне (2016).
Живёт в Тбилиси и Париже.

### Семья
- Отец — Пётр Григорьевич Дзуцов (1911—1942), осетин. Инженер-торфяник по образованию, после службы в Красной армии работал в Тбилиси инструктором стрелкового спорта в Осоавиахиме. С началом Второй мировой войны на территории СССР готовил в Тбилиси стрелков для отправки на фронт. В 1942 году ушёл добровольцем на фронт. Горный стрелок, участник Битвы за Кавказ, погиб на Марухском перевале[12][13][14].
- Мать — Нина Иосифовна Казиева (Казишвили, 1916—2005)[14].
- Дочь — Альда Енгоян[14].

## Биографический словарь «В те дни ты знал меня, Кавказ…»
В 2013 году Ирина Дзуцова опубликовала биографический словарь «В те дни ты знал меня, Кавказ…», в котором собрала «максимально полные сведения» «о тех уроженцах Грузии, грузинах и соотечественниках поэта, побывавших в Грузии, с которыми Пушкин общался как в Грузии, так и за её пределами». В книгу включены биографии 139 современников Александра Пушкина, с которыми он познакомился на Кавказе или в Турции, либо «уроженцев Грузии, грузин и соотечественников поэта, побывавших в Грузии, с которыми Пушкин общался как в Грузии, так и за её пределами». Книга была замечена и оценена рецензентами.
В основу книги Дзуцовой вошли словарь Лазаря Черейского «Пушкин и его окружение» (1988) и книга Милицы Нечкиной «Декабристы» (1988), а также архивные материалы из Государственного исторического архива Грузии (в том числе по теме «Французы в Грузии»). В отличие от книги Черейского Ирина Дзуцова дополнительно ввела 34 статьи о лицах, которые предположительно были знакомы с Пушкиным. Перед словником автор разместила две статьи о пребывании Пушкина в Грузии и круге его общения на Кавказе. Дзуцова впервые подробно описала владельца гостиницы и ресторана в Тифлисе Жана-Поля Матаси и его жену, черкешенку Гулёз с их дочерьми Марго и Нальжан; Матильду Кастелла, жену французского негоцианта Эдуарда Генриха Кастелла, его компаньона француза М. Дюэлло. Автор словаря выдвинула гипотезу о знакомстве и общении Пушкина с семьёй Чавчавадзе — князем Александром Гарсевановичем, его дочерью Ниной (женой Александра Грибоедова) и др. Рецензент также нашёл в книге много сведений об участниках грузинского дворянского заговора 1831 года.

## Критика

### Воспроизведение мифа о Камилле Ле-Дантю
Сергей Эрлих в своей диссертации на соискание учёной степени доктора исторических наук «Декабристы в исторической памяти (2000—2014)», защищённой в 2015 году в Санкт-Петербургском институте истории РАН, подверг жёсткой критике изложение Ириной Дзуцовой семейной истории декабриста Василия Ивашева и его жены Камиллы Ле-Дантю в статье «Михаил Ле-Дантю и его родословная» (2011).
Ирина Дзуцова по сути воспроизводит придуманную Александром Герценом историю любви декабриста и дочери гувернантки и описывает её «в соответствии со слезоточивой романтикой кинофильма „Звезда пленительного счастья“». Автор статьи не задаётся вопросом, откуда у героев могло появиться «взаимное глубокое чувство». В 1823 году, когда они виделись в последний раз перед свадьбой, Камилле было пятнадцать лет. Зная год её рождения, Дзуцова подсознательно увеличивает её возраст до восемнадцати лет. За два с половиной года с момента этой встречи до ареста в январе 1826 года Ивашев не только не повидал её, но даже не вступил с ней в переписку. Эрлих язвит по этому поводу: «Допустим, что изначально любовь не была взаимной. Камилла, подобно пушкинской Татьяне, прониклась безответной страстью к тому, чей век и чувства недолги. <…> Вспомнив, сколько лет было Джульетте, можно предположить, что великая любовь действительно вспыхнула. Бедная девушка таила неудержимое влечение к богатому баричу из-за невозможности мезальянса».
Однако когда роли переменились, и Ивашев был лишён всех чинов и прав состояния, Камилла не написала ему не то что любовное письмо — она не поддержала его даже письмом дружеским. О «тайной страсти, едва не сведшей девушку в могилу», становится известно лишь из письма матери Камиллы Мари-Сесиль, написанного после встречи в Москве с матерью Василия Ивашева. После этого началась переписка Мари-Сесиль с родителями Василия и родителей с сыном. Сама Камилла написала первое письмо Василию только в 1830 году. «Получается, что страстная любовь два года развивалась исключительно благодаря родительскому посредничеству?»
По мнению Сергея Эрлиха, «родственники Ивашева пытались утешить любимого сына, который, согласно мемуарным свидетельствам, впал на каторге в тоску. Решили найти приемлемую для его положения государственного преступника невесту. Вспомнили о лёгкой интрижке сына с дочерью гувернантки. Связались с матерью потенциальной суженой. Оговорили условия контракта (впоследствии всё имущество родителей Ивашева было завещано его супруге). Разработали романтическую легенду…».
В подтверждение своей версии Эрлих приводит два свидетельства товарищей Василия Ивашева по Читинскому острогу. Дмитрий Завалишин писал: «Мать Ивашева купила за 50 тысяч ему невесту в Москве, девицу из иностранок, Ледантю; <…> он всё путал в рассказе о ней товарищам и о происхождении её, и о наружности, а она, приехавши, бросилась на шею Вольфу, приняв его за своего жениха». При этом Эрлих оговаривает, что «свидетельства эксцентричного Завалишина многие исследователи отказываются принимать во внимание», и тут же приводит свидетельство «скромнейшего» Ивана Якушкина, никогда не замеченного в стремлении кого-либо опорочить: «Какие причины заставили m-lle Ledentu ехать добровольно в ссылку, чтобы быть женой Ивашева, трудно вполне определить. <…> В природе её не было ничего восторженного, что могло бы побудить её на такой поступок. Имея очень неблестящее положение в свете, выходя замуж за ссыльно-каторжного государственного преступника, она <…> вступала в знакомую ей семью, как невестка генерала Ивашева, богатого помещика. <…> Обеспечивалась её будущность и будущность её старушки матери».
История Ивашевых была для Ирины Дзуцовой при написании статьи вторичной: центральным персонажем статьи был художник-авангардист Михаил Ле-Дантю и его родословная. Грузинский искусствовед не проводила в связи с Ивашевыми самостоятельных разысканий. По мнению Сергея Эрлиха, «готовность принимать на веру романтическую историю, с трогательными подробностями переданную в „Былом и думах“, свидетельствует о живучести герценовского мифа среди ориентированных на русскую культуру „обломков империи“».

## Участие в творческих и общественных организациях
- Член Ассоциации искусствоведов[2]
- Член Союза художников Грузии[2]

## Комментарии
1. ↑  В другом источнике — Тбилисский государственный университет[3].
2. ↑  В другом источнике — директором отдела манускриптов[3].
3. ↑  Первая выставка Ильязда в СССР.